# Walentina Wiktorowna Nowikowa
Walentina Wiktorowna Nowikowa (russisch Валентина Викторовна Новикова; * 5. Januar 1984) ist eine ehemalige russische Skilangläuferin.

## Werdegang
Nowikowa trat international bei den Nordischen Junioren-Skiweltmeisterschaften 2003 in Sollefteå in Erscheinung. Dort belegte sie den sechsten Platz über 5 km klassisch, den fünften Rang im 15-km-Massenstartrennen und gewann mit der russischen Staffel die Goldmedaille. Im folgenden Jahr gewann sie bei den Nordischen Junioren-Skiweltmeisterschaften in Stryn im Sprint und über 5 km Freistil jeweils die Bronzemedaille und mit der Staffel die Goldmedaille. Lediglich im Massenstartrennen über 15 Kilometer verpasste sie als Neunte Edelmetall. Ihr erstes Weltcuprennen lief sie im Februar 2004 in Stockholm, welches sie auf dem 51. Platz im Sprint beendete. Im selben Monat holte sie mit dem 29. Platz im Sprint in Trondheim ihre ersten Weltcuppunkte. Bei den U23-Weltmeisterschaften 2006 in Kranj gewann sie Silber im Sprint. Bei der Winter-Universiade 2007 im italienischen Pragelato wurde sie 23. im Verfolgungsrennen über zehn Kilometer und 27. im Sprint. Im Februar 2008 startete sie in Rybinsk erstmals in Eastern Europe Cup und errang dabei den 35. Platz im Sprint. Bei der Winter-Universiade 2009 in Yabuli holte sie über 5 km Freistil, im Skiathlon und mit der Staffel jeweils die Goldmedaille, während sie im Sprint nach dem Gewinn der Qualifikation als Vierte des Finales knapp eine weitere Medaille verpasste. Nach zwei zweiten Plätzen beim Eastern Europe Cup in Werschina Tjoi zu Beginn der Saison 2009/10, errang sie den 25. Platz bei der Tour de Ski 2009/10. Dabei erreichte sie mit dem achten Platz im Sprint in Oberhof ihre erste Top-Zehn-Platzierung im Weltcup. Es folgten im Weltcup fünf Resultate in den Punkterängen, darunter zwei Ergebnisse unter die ersten Zehn. Im Februar 2010 gewann sie im Skiathlon in Rybinsk ihr erstes Rennen im Eastern Europe Cup. Zum Saisonende belegte sie den 14. Platz beim Weltcupfinale in Falun und erreichte den 34. Platz im Gesamtweltcup. In der Gesamtwertung des Eastern Europe Cups wurde sie Zweite. Nach Platz zwei im Sprint und Platz eins über 10 km klassisch beim Eastern Europe Cup in Krasnogorsk zu Beginn der folgenden Saison, kam sie im Weltcup viermal in die Punkteränge. Dabei erreichte sie in Rybinsk mit dem sechsten Platz im Skiathlon ihr bestes Einzelergebnis im Weltcup und tags darauf mit dem zweiten Platz mit der Staffel ihre einzige Podestplatzierung im Weltcup. Ihre Resultate beim Saisonhöhepunkt den Nordischen Skiweltmeisterschaften 2011 in Oslo waren der 17. Platz im 30-km-Massenstartrennen, der 21. Rang über zehn Kilometer im klassischen Stil, der 26. Platz im Verfolgungsrennen über 15 Kilometer und der sechste Rang mit der Staffel. Die Saison beendete sie auf dem 52. Platz im Gesamtweltcup und auf dem achten Rang in der Gesamtwertung des Eastern Europe Cups. Ebenfalls in der Saison wurde sie jeweils im Sprint, über 10 km klassisch und über 10 km Freistil russische Meisterin. Zu Beginn der Saison 2011/12 errang sie den 24. Platz bei der Nordic Opening in Kuusamo. Im weiteren Saisonverlauf kam sie im Weltcup sechsmal in die Punkteränge und erreichte damit den 53. Platz im Gesamtweltcup. In ihren letzten Saisons 2012/13 und 2013/14 startete sie vorwiegend im Eastern Europe Cup. Ihre beste Platzierung dabei war der sechste Platz über 5 km Freistil im November 2012 in Werschina Tjoi. Nach den russischen Meisterschaften im März 2014 in Tjumen, bei denen ein 13. Platz im Skiathlon ihre beste Ausbeute war, beendete sie ihre Karriere.

## Siege bei Continental-Cup-Rennen
| Nr. | Datum             | Ort         | Disziplin       | Serie              |
| --- | ----------------- | ----------- | --------------- | ------------------ |
| 1.  | 21. Februar 2010  | Rybinsk     | 10 km Skiathlon | Eastern Europe Cup |
| 2.  | 25. Dezember 2010 | Krasnogorsk | 10 km klassisch | Eastern Europe Cup |